# Robert Campin

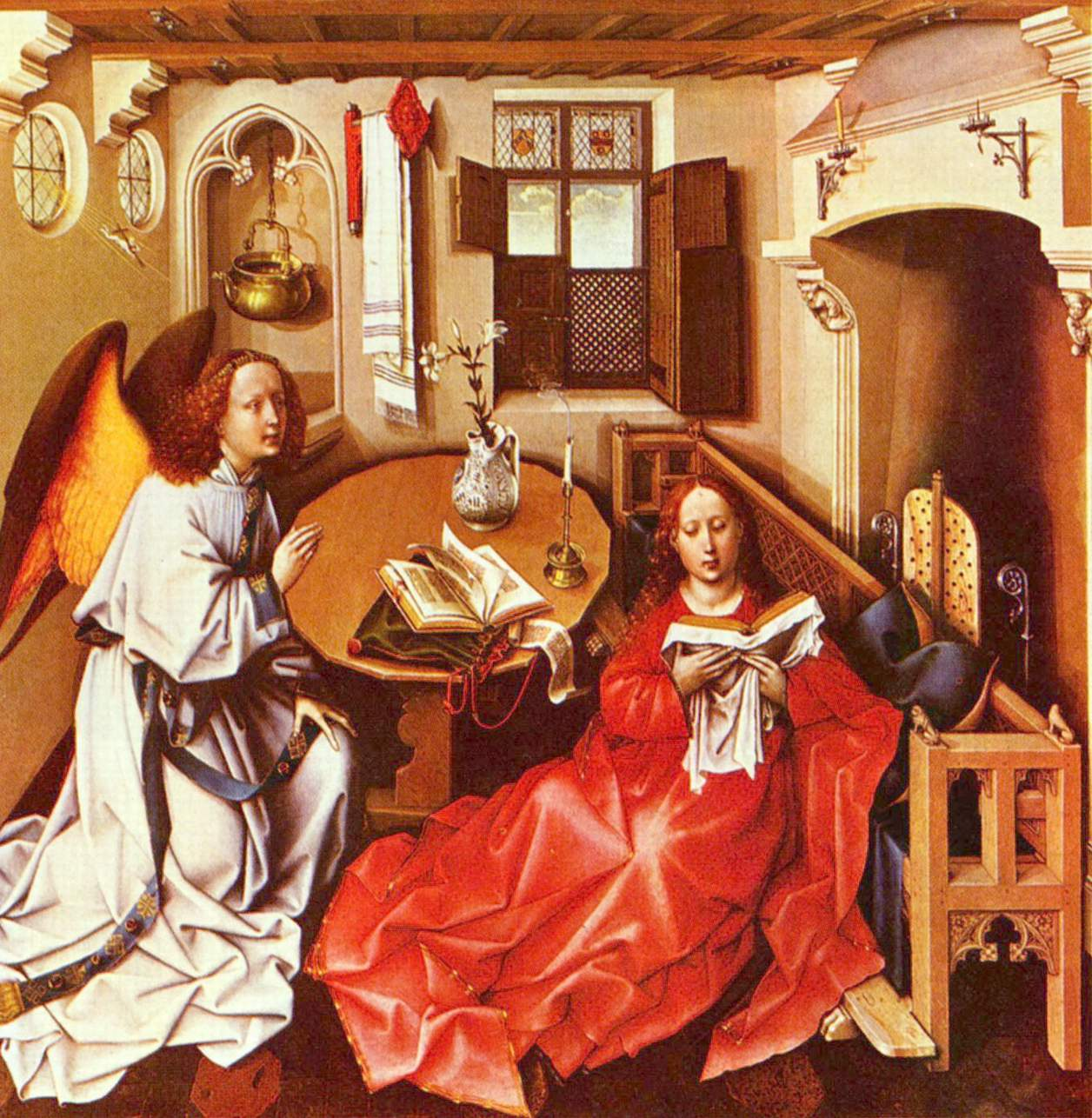
Robert Campin – Bebådelsen, Mérodealtaret (corpus) (cirka 1427)

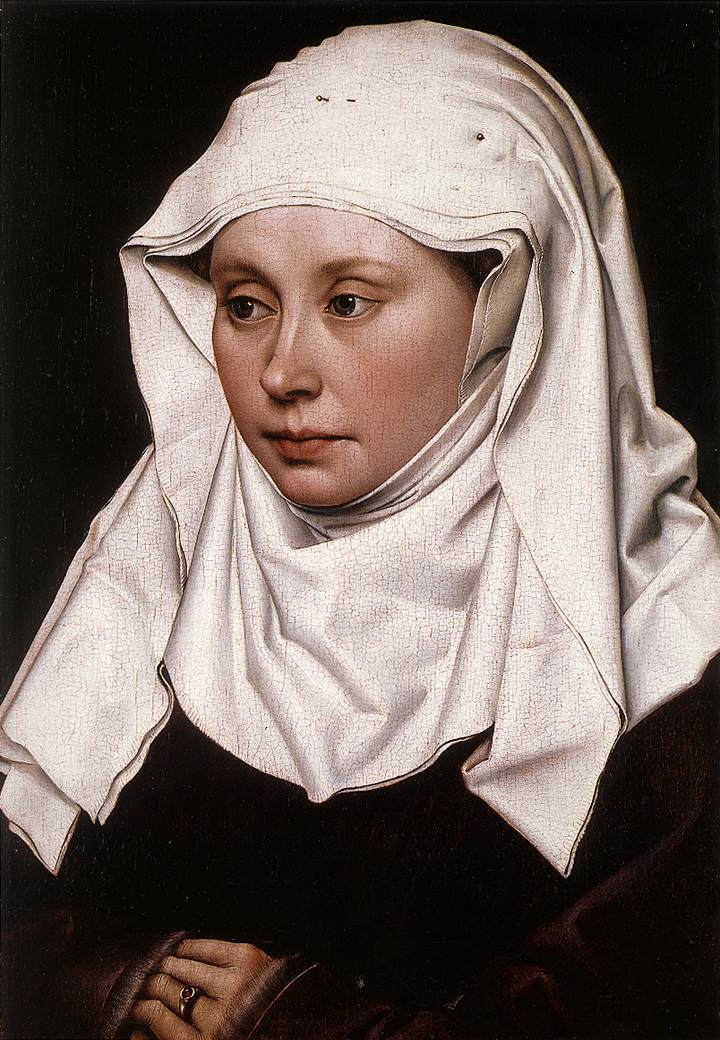
Robert Campin – Porträtt av en dam (cirka 1430).

Robert Campin, född omkring 1375 i Tournai eller Valenciennes, död 26 april 1444 i Tournai, var en flamländsk målare, förmodligen identisk med Flémallemästaren.
Campins verk, som inledningsvis bär starka drag av det franska bokmåleriet, vittnar genom den exakta återgivningen av minsta detalj om hans stora iakttagelseförmåga. Dessutom kännetecknas de av en strävan mot plastiskt utformade figurer och ett försök att återge ett upplevt, inte matematiskt uträknat, djup i rumsskildringen.
På grund av dessa förnyelser kan Campin räknas till en av grundarna av det äldre nederländska måleriet. Hans mest berömde elev är Rogier van der Weyden, som i sin tur verkade inspireran på Campins bilder, vilket också tydligt kan avläsas i dem.

## Verk i urval
- Den heliga Treenigheten (cirka 1410)
- Madonnan med barnet vid en öppen spis (cirka 1423)
- Kristi födelse (cirka 1425)
- Mérodealtaret (cirka 1427)
- Marie förmälning (cirka 1429)
- Illgärningsmannen Gesinas (cirka 1430)
- Porträtt av en dam (cirka 1430)
- Werlaltaret (1438)